# ثوم أبولي
ثوم أبولي (الاسم العلمي: Allium apulum) هو نوع من النباتات يتبع جنس الثوم من الفصيلة النرجسية.